# Bell XP-52
Bell XP-52 và đoi sau của nó XP-59 là những mẫu thiết kế máy bay tiềm kích bởi tập đoàn hàng không Bell của Mỹ.
Cả hai mẫu đều mang thiết kế cánh xà dọc đôi, động cơ lắp phía sau điều chỉnh bộ cánh quạt quay ngược của nó.
Khi mẫu XP-59 bị huỷ bỏ thì ký hiệu XP-59A đã được dùng làm giả danh cho một nguyên mẫu máy bay chiến đấu phản lực bí mật, sau đã bắt đầu sản xuất là máy bay Bell P-59 Airacomet